# The Middle (chanson)
Pour l’article homonyme, voir Middle.
Singles par Zedd
Get Low
(2017) Happy Now
(2018)
Singles par Maren Moris
Craving You
(2017) Rich
(2018)
Singles par Grey
I Miss You
(2017)
The Middle est une chanson interprétée par Zedd, Grey et Maren Morris. Elle est sortie le 23 janvier 2018.

## Classements
| Classement (2018)                       | Meilleure position |
| --------------------------------------- | ------------------ |
| Australie (ARIA)                        | 7                  |
| Autriche (Ö3 Austria Top 40)            | 12                 |
| Belgique (Flandre Ultratop 50 Singles)  | 8                  |
| Belgique (Wallonie Ultratop 50 Singles) | 20                 |
| Danemark (Tracklisten)                  | 20                 |
| France (SNEP)                           | 97                 |
| Allemagne (Media Control AG)            | 15                 |
| Pays-Bas (Nederlandse Top 40)           | 2                  |
| Nouvelle-Zélande (RMNZ)                 | 8                  |
| Portugal (AFP)                          | 20                 |
| Slovaquie (IFPI Rádio)                  | 76                 |
| Suède (Sverigetopplistan)               | 19                 |
| Suisse (Schweizer Hitparade)            | 27                 |
| Royaume-Uni (UK Singles Chart)          | 7                  |